# Pieńków
Pieńków – wieś sołecka w Polsce położona w województwie mazowieckim, w powiecie nowodworskim, w gminie Czosnów. Leży  w otulinie Puszczy Kampinoskiej.
W latach 1954–1959 wieś była siedzibą gromady Pieńków, po jej zniesieniu w gromadzie Czosnów. W latach 1975–1998 miejscowość administracyjnie należała do ówczesnego województwa warszawskiego.
Nazwa Pieńków pochodzi prawdopodobnie od wyrębu lasów lub od pni niesionych przez Wisłę (podobnie sąsiednia Łomna, Łomianki). W miejscowości znajduje się kilka małych zakładów pracy i kilka drewnianych chałup pochodzących z przełomu XIX/XX wieku, wypieranych przez ceglane budownictwo. Osią wsi jest ulica biegnąca wzdłuż Wisły z Łomianek do Czosnowa.
Obecnie na terenie Pieńkowa dominują pola uprawne oraz parcele prywatne. W Pieńkowie znajdują się jeden sklep, przedszkole. W Pieńkowie są dostępne linia nr 750 i komunikacja PKS, które dojeżdżają do Metra Warszawskiego (stacje: Młociny i Słodowiec).
W Pieńkowie została nakręcona scena filmu pt. Enen, w której zagrał Borys Szyc (reżyseria: Feliks Falk). W Pieńkowie ma siedzibę polska firma farmaceutyczna Adamed.